# 鎮守府八幡宮
鎮守府八幡宮（ちんじゅふはちまんぐう）は、岩手県奥州市水沢に鎮座する神社。旧社格は県社。

## 歴史
『吾妻鏡』に源頼朝が胆沢郡鎮守府に鎮座する八幡宮に参詣した事が記されている。征夷大将軍坂上田村麻呂が東夷の為に下向した時に勧進され、田村麻呂の弓箭や鞭などが宝蔵に納められていると創建の由来を記している。これは平安京に八幡宮が勧進される以前に、田村麻呂により鎌倉方が崇敬する八幡神が胆沢郡の鎮守府に勧進されていた事に驚いて記述した。
大正11年（1922年）に県社に列した。

## アクセス
JR東日本水沢駅より岩手県交通「国道北線　免許センター」行に乗車し、｢八幡神社前｣下車。徒歩5分。